# Valdelcubo
Valdelcubo község Spanyolországban, Guadalajara tartományban. Valdelcubo Sigüenza, Paredes de Sigüenza, Alpanseque és Sienes községekkel határos. Lakosainak száma 41 fő (2024).

## Népesség
A település népessége az utóbbi években az alábbiak szerint változott:
| Lakosok száma | 63   | 68   | 69   | 66   | 73   | 63   | 55   | 45   | 39   | 41   |
|               | 2001 | 2004 | 2006 | 2009 | 2011 | 2014 | 2016 | 2019 | 2021 | 2024 |